# Pyinmana
Pyinmana é uma cidade madeireira e de refino de cana-de-açúcar no centro de Mianmar (ou Birmânia). A actual junta militar mudou a capital administrativa do país de Rangum (Yangon) para um campo militar 3,2 km a oeste de Pyinmana, dando ao local o nome de Nepiedó (Naypyidaw).